# 향군로 (영천시)
향군로(Hyanggun-ro)는 대한민국의 경상북도 영천시 서부동 중심부를 연결하는 도로이다.

## 노선 경로
- 삼거리 명칭 미상 - 최무선로
- 북영천삼거리 - 장수로 (영천 방향)
- 장수로와 직결 (의성, 신녕 방향)